# Riksdagen 1899
Riksdagen 1899 ägde rum i Stockholm.
Riksdagens kamrar sammanträdde i gamla riksdagshuset den 16 januari 1899. Riksdagsarbetet inleddes ceremoniellt genom riksdagens högtidliga öppnande i rikssalen på Stockholms slott. Riksdagen avslutades den 15 maj 1899.